# I Love the
I Love the är en TV-serie som visats i VH1. Det började med I Love the '80s, och behandlar populärkultur knuten till programmets tema. Serien fortsatte med program fokuserade på årtionden, som I Love the '70s, liksom tillägg på redan avverkade behandlingar av årtionden, som I Love the '80s Strikes Back. Serien har även innehållit två program som inte fokuserats på årtionden, I Love Toys och I Love the Holidays.
Även mindre berömda skådespelare behandlades.

## Lista över program
- I Love the '80s (2002)
- I Love the '70s (2003)
- I Love the '80s Strikes Back (2003)
- I Love the '90s (2004)
- I Love the '90s: Part Deux (2005)
- I Love the '80s 3-D (2005)
- I Love the Holidays (2005)
- I Love Toys (2006)
- I Love the '70s: Volume 2 (2006)